# Trogosus
Genre
Trogosus est un genre fossile de mammifères cimolestiens. Il a vécu aux États-Unis (Wyoming, Utah, Californie, Colorado), au Japon et en Chine au cours de l'Éocène inférieur, il y a environ entre 50 et 46 Ma (millions d'années).

## Liste d'espèces[1]
- † Trogosus castoridens (espèce type)
- † Trogosus grangeri
- † Trogosus hyracoides
- † Trogosus hillsii
- † Trogosus gazini

## Description
Trogosus ressemblait à un ours, mais il était herbivore. Il avait un petit crâne, et il mesurait 1,2 m de long avec un poids pouvant aller jusqu'à 150 kg. Il avait de grandes incisives de rongeur qui continuent à grandir tout au long de sa vie. À en juger par le type d'usure de ses molaires, il se nourrissait de racines et tubercules. 

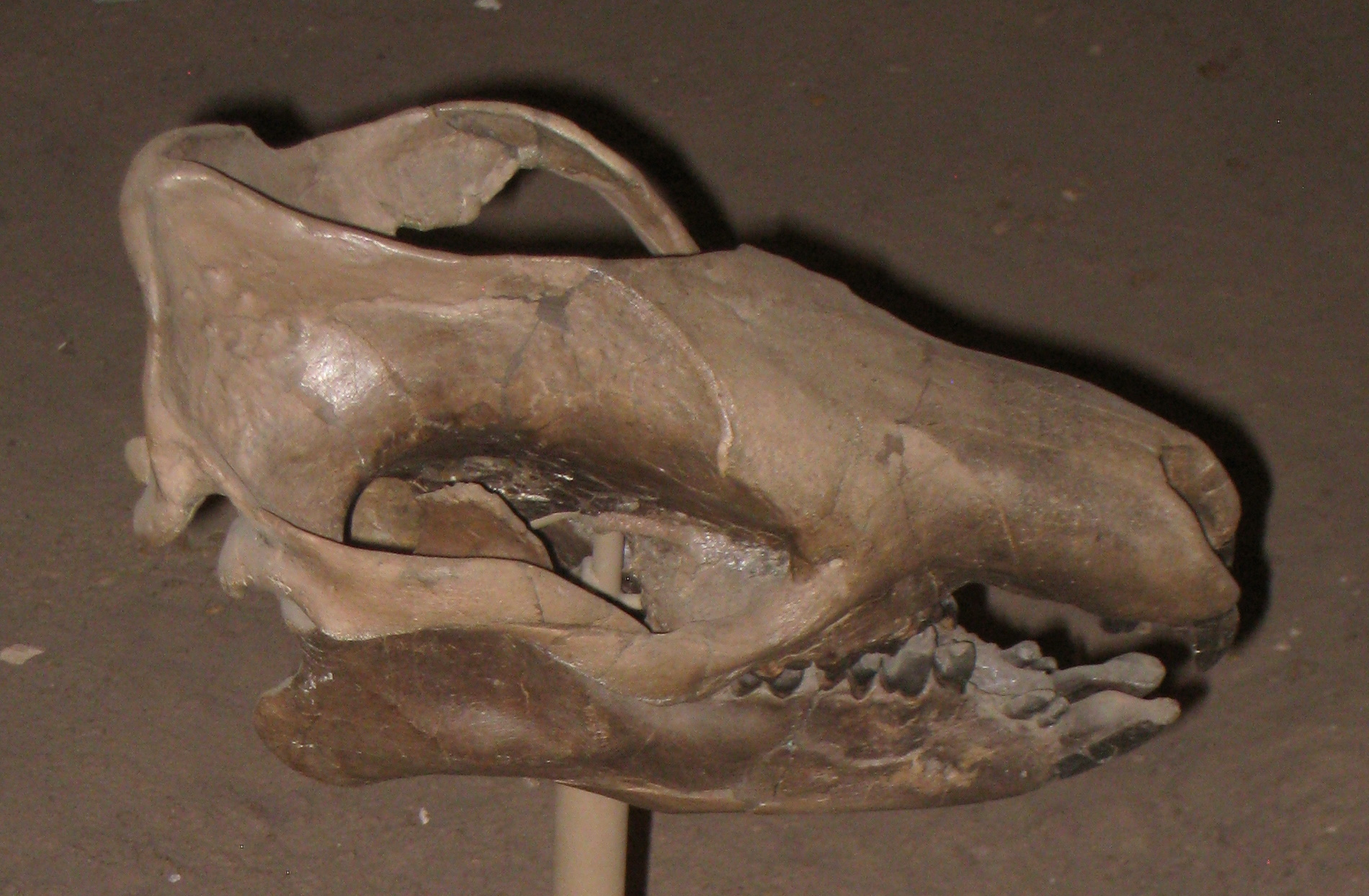
Crâne de Trogosus.

## Sources
- (en) Cet article est partiellement ou en totalité issu de l’article de Wikipédia en anglais intitulé « Trogosus » (voir la liste des auteurs).